# Petre P. Carp

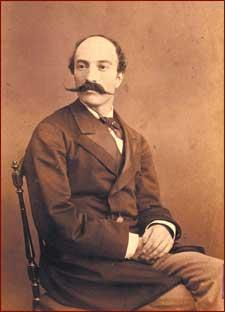
Petre P. Carp

Petre P. Carp (Iași, 29 juni 1837 – Țibănești, 19 juni 1919) was een Roemeens politicus.

## Achtergrond en vroege carrière
Petre Carp werd geboren in Iași, Moldavië en was de zoon van een bojaar (edelman). Petre Carps vader was een stolnic, een soort baljuw aan het hof van de vorst van Moldavië. Op jonge leeftijd (1850) werd hij naar het buitenland gestuurd om zijn opleiding voort te zetten. Hij volgde het gymnasium in Berlijn, vanaf 1858 studeerde hij rechten en politicologie aan de Universiteit van Bonn.
In 1862 keerde hij naar Moldavië terug, dat toen verenigd was met Walachije onder leiding van Domnitor (vorst) Alexander Johan Cuza. Carp richtte samen met Titu Maiorescu, Vasile Pogor, Theodor Rosetti en Iacob Negruzzi het literaire genootschap Junimea op. De eerste bijeenkomsten van Junimea vonden in 1863-1864 plaats.
Samen met Maiorescu was Carp het meest invloedrijke lid van de Junimea-genootschap, ondanks zijn relatief kleine literaire inbreng. Hij schreef polemieken over schrijvers die een andere literaire richting aanhingen, zoals Bogdan Petriceicu-Hasdeu's, een aanhanger van het romanticisme.
Petre Carp bekleedde relatief hoge administratieve posten in het kabinet van premier Nicolae Crețulescu en was betrokken bij de staatsgreep dat een einde maakte aan de regering van Domnitor Alexander Johan Cuza en die, na een kort interim van een staatsraad, waarvan Carp als secretaris deel van uitmaakte, de Duitse pins Karl van Hohenzollern-Sigmaringen aan de macht bracht (22 mei 1866). Karl van Hohenzollern-Sigmaringen werd als DomnitorCarol I de troon.
In de periode na de staatsgreep werd Petre Carp diplomaat. Hij was gezant in Oostenrijk-Hongarije, het Duitse Keizerrijk en daarna in Italië. Van 20 april tot 14 december 1870 was hij minister van Buitenlandse Zaken. In 1877, na de uitroeping van het Koninkrijk Roemenië, werd hij minister plenipotentiaris in Wenen.

## Premier
Onder invloed van Carp was het Junimea-genootschap uitgegroeid tot een belangrijk politiek genootschap. Het Junimea-genootschap was gelieerd aan de Conservatieve Partij (PC), maar in 1891 scheidde zij zich af van de PC en ging verder als de Constitutionele Partij, waarbinnen Carp een leidende rol speelde.
Op 19 juli 1900 werd Carp minister-president en minister van Financiën. Hij bleef premier tot 27 februari 1901. Hij werd opgevolgd door Dimitrie Alexandru Sturdza van de Nationaal-Liberale Partij (PNL). In 1907 fuseerde de Constitutionele Partij met de Conservatieve Partij. Petre Carp werd tot voorzitter van de Conservatieve Partij gekozen.
Petre Carp was van 14 januari 1911 tot 10 april 1912 nogmaals premier en minister van Financiën.

## Rol tijdens deEerste Wereldoorlog
Als politicus was Carp altijd pro-Duits en pro-Oostenrijk-Hongaars geweest. Roemenië was als gevolg van een aantal belangrijke verdragen nauw verbonden met de Driebond van Duitsland, Oostenrijk-Hongarije en Italië. Hij was het enige lid van de kroonraad dat aan het begin van de Eerste Wereldoorlog (1914) koning Carol I van Roemenië steunde in diens plannen van deelname van Roemenië aan de oorlog aan de zijde van de centrale mogendheden Duitsland en Oostenrijk-Hongarije. Deze ideeën waren niet populair, evenmin onder de politici (de nationaal-liberalen streefden naar deelname aan de zijde van de Entente mogendheden, dit gold ook voor de nationalisten; de meeste conservatieven waren voorstanders van neutraliteit). Na het overlijden van koning Carol I op (10 oktober 1914) kwam de pro-Entente koning Ferdinand I aan de macht en verzwakte Carps positie aanzienlijk. Na Roemenië's deelname aan de oorlog aan de zijde van de Entente (1916), was zijn rol uitgespeeld.
Petre P. Carp trok zich terug uit het politieke leven en vestigde zich op zijn landgoed in Țibănești.